# Velké náměstí (Hradec Králové)
Velké náměstí je hlavní náměstí nacházející se v historickém centru města Hradec Králové. Prostranství dominuje katedrála sv. Ducha s Bílou věží a kaplí sv. Klimenta, uprostřed se tyčí Mariánský morový sloup. Od padesátých let 20. století do roku 1990 neslo název Žižkovo náměstí.

## Historie

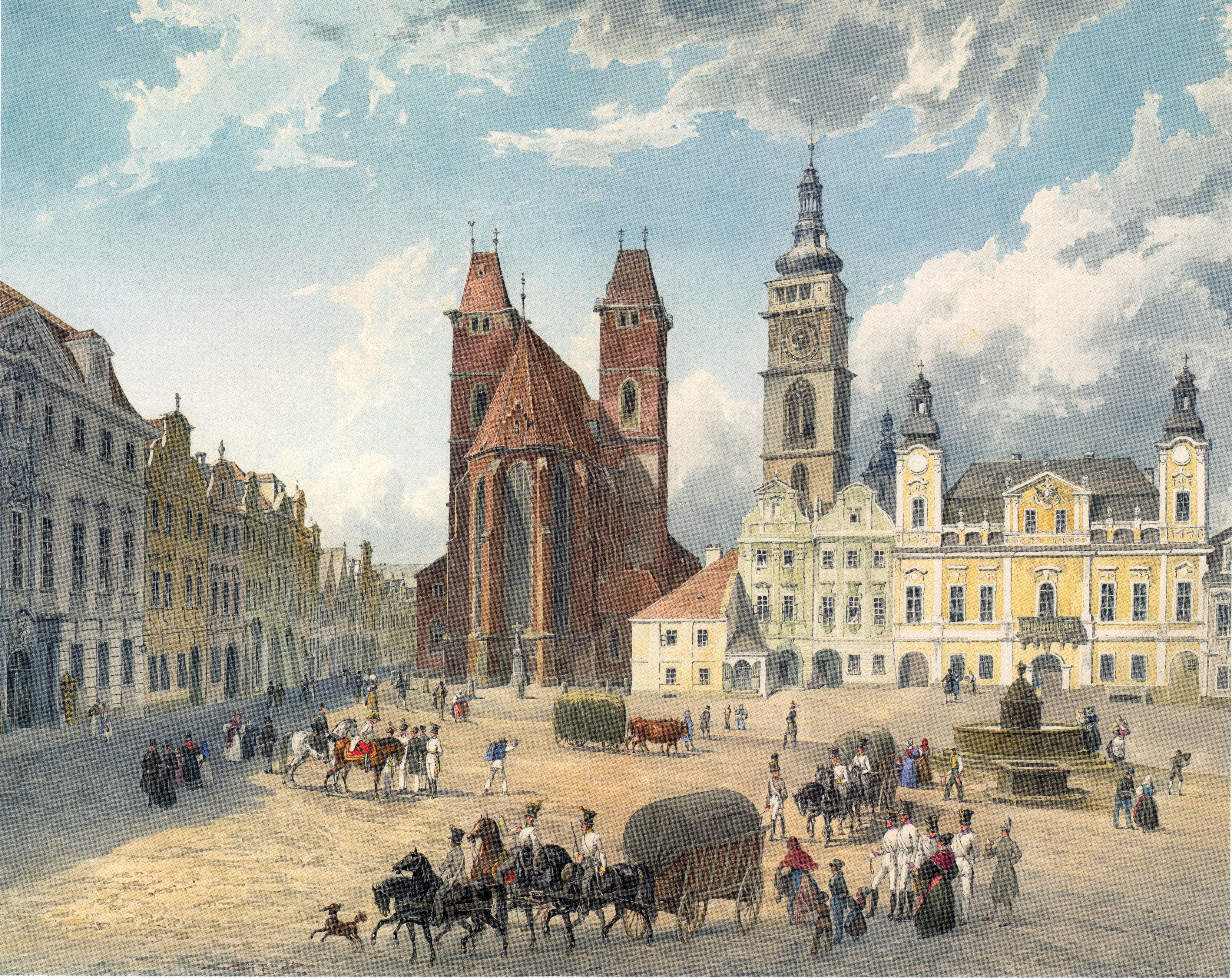
Velké náměstí s katedrálou a radnicí. Akvarel Eduarda Gurka z roku 1836.

Nejstarší osídlení v oblasti Hradce Králové se přirozeně objevilo na křídovém návrší nad soutokem Labe a Orlice, tedy právě v místě dnešního Velkého náměstí. Nepřetržité osídlení ve formě slovanského

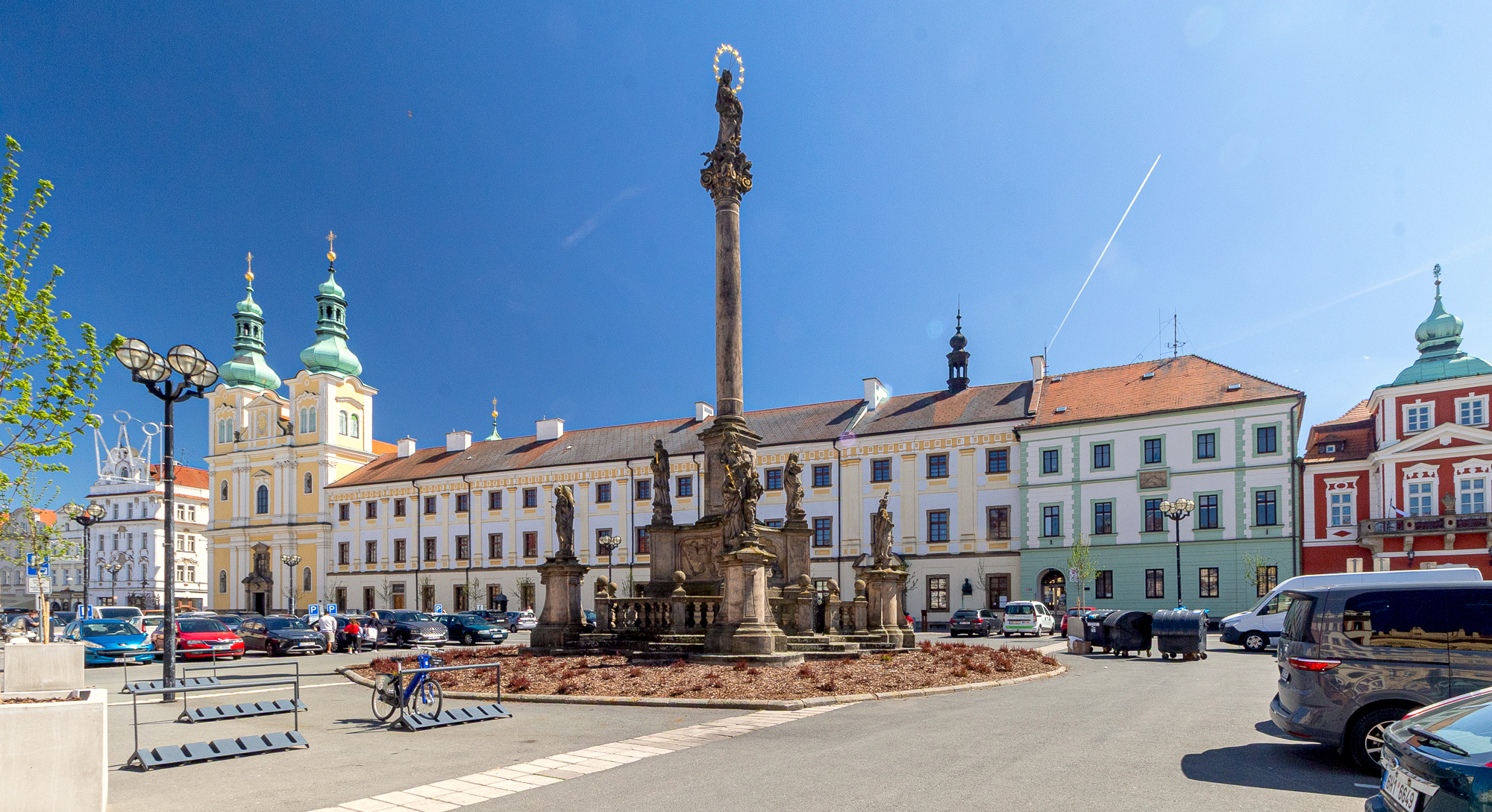
Velké náměstí, v popředí Mariánský sloup, za ním někdejší jezuitská kolej Nové Adalbertinum s kostelem Nanebevzetí Panny Marie

hradiště lze odhadovat na přelomu 9. a 10. století. Badatelé 19. a první poloviny 20. století předpokládali v rámci tohoto hradiště trojúhelníkové tržiště přibližně ve tvaru dnešního Velkého náměstí. Dle prohlubně nalezené přibližně uprostřed náměstí a táhnoucí se severo-jižním směrem (od kostela Nanebevzetí Panny Marie přibližně ke Klicperově ulici) se ale lze domnívat, že celé návrší bylo rozděleno příčným příkopem na dvě části a středověké město pravděpodobně vznikalo pouze západně od tohoto příkopu. Východní část zřejmě zabíraly objekty obytné a hospodářské, nejednalo se tedy o veřejné prostranství. Zatímco přístup do města od západu zajišťovala tzv. stará (později Pražská) brána, přístup od východu zajišťovala pravděpodobně brána situovaná právě před tímto příčným příkopem. Mýtská brána, označovaná v pramenech přelomu 14. a 15. století jako nová brána, pak vznikla zřejmě až po zavezení příkopu a rozšíření města. Archeologické sondáže provedené ve 20. století tuto teorii nepotvrdily. Potvrdily ale, že ke stabilizaci parcelních hranic v dnešní podobě došlo v severní frontě Velkého náměstí již na konci 13. století. V západní části náměstí dosud rozsáhlejší archeologický výzkum neproběhl, lze ale předpokládat, že tamější zástavba (kostel sv. Ducha, kaple sv. Klimenta, radnice...) byla do náměstí vložena dodatečně a původní veřejné prostranství sahalo až k dnešní Rokitanského ulici.

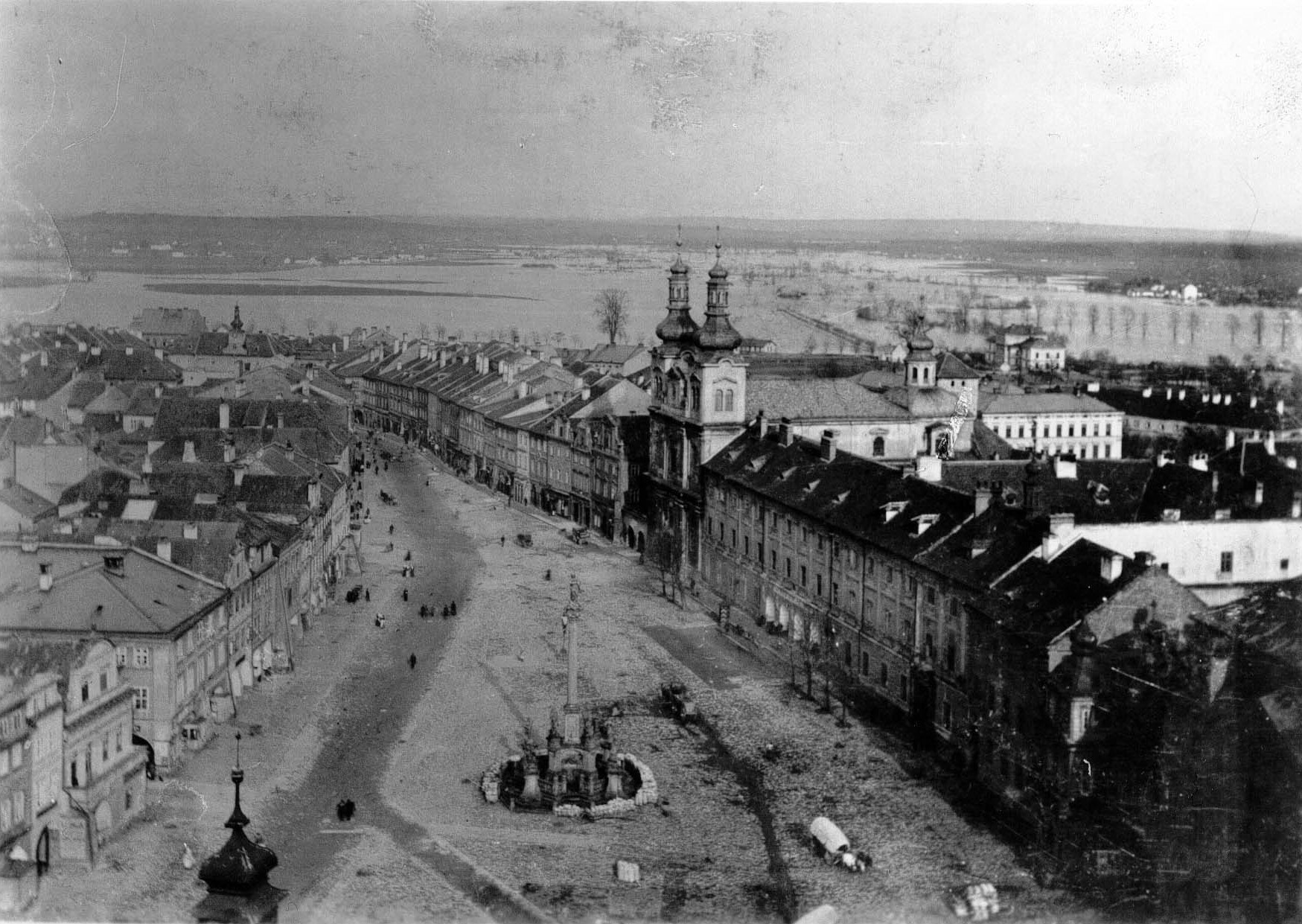
Pohled na Velké náměstí z Bílé věže v roce 1895, v pozadí je vidět povodeň

Nejstarší písemná zmínka o podobě Velkého náměstí z roku 1418 hovoří o rynku, radnici a pranýři. Severně od náměstí (ulice Zieglerova, Dlouhá, Na Hradě) stál až do roku 1423 královský hrad. Pierkerův plán z roku 1756 zobrazuje na Velkém náměstí obecní studnu (nikoli kašnu) a také ohrazený hřbitov v okolí kostela svatého Ducha. Dvě rytiny od J. Venuta a I. Otta z konce 18. století pak zobrazují kamenné dláždění prostranství a existující zástavbu východně od kostela svatého Ducha. Akvarel Eduarda Gurka z roku 1836 zobrazuje čedičové dláždění, Morstadtova kresba z roku 1858 pak čedičové dláždění s pásy zřejmě pískovcových dlažebních kostek na místě vozovek.

## Současnost a budoucnost
V roce 2010 byla vypsána architektonická soutěž na revitalizaci Velkého náměstí. Cílem projektu „Živé náměstí“ je především vrátit veřejný prostor zpět chodcům a cyklistům a omezit jeho využívání automobilovou dopravou (na náměstí je 250 parkovacích míst). V soutěži na revitalizaci náměstí zvítězil návrh architektonického ateliéru ARN Studio. Alternativou pro stávající parkovací místa může být zbudování podzemního parkoviště pod Velkým náměstím, na jehož realizaci zadalo město Hradec Králové vyhotovení studie. Rekonstrukce náměstí by měla být zahájena v roce 2021 a je rozdělena na etapy, etapa řešící parkovací plochy by ale měla přijít na řadu až v samém závěru projektu, budí totiž mnohé kontroverze. Proti zbudování podzemního parkoviště v archeologicky cenné lokalitě se postavila například Společnost ochránců památek ve východních Čechách nebo Východočeská regionální archeologická komise.

## Významné objekty

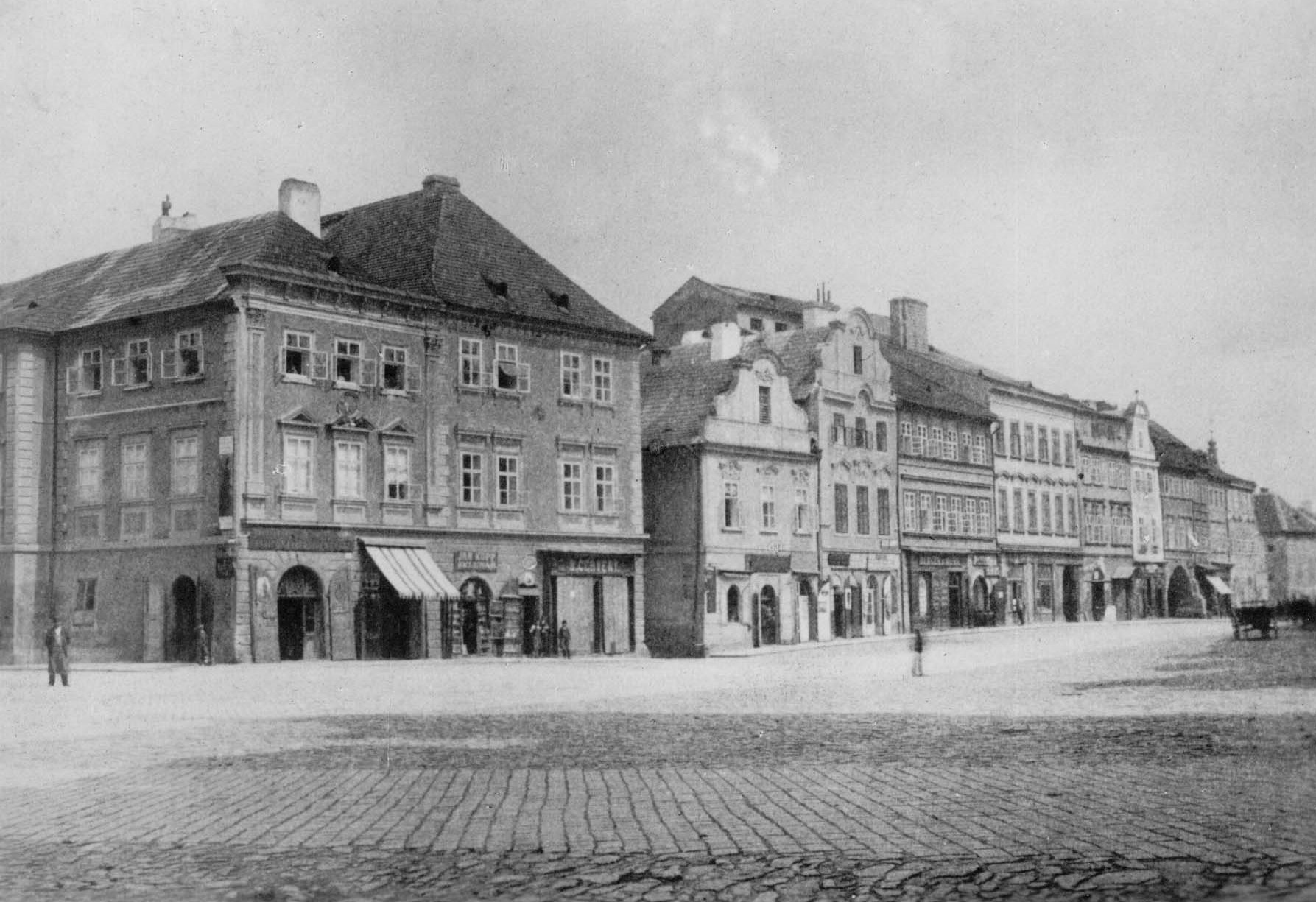
Caivasovy domy (zbourány 1910), poté zde vznikla budova Galerie moderního umění

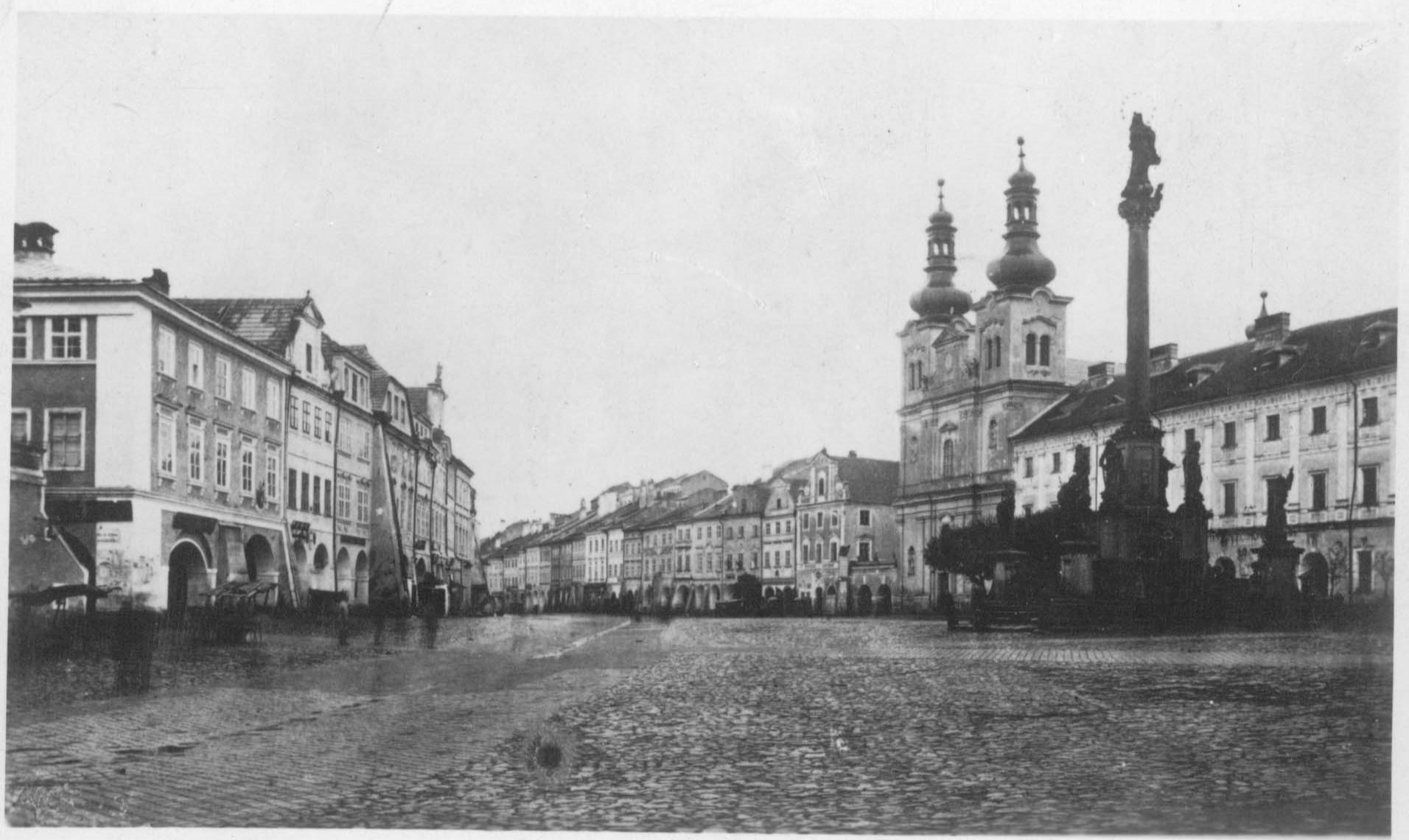
Velké náměstí s kostelem Nanebevzetí P. Marie na konci 19. století

Na náměstí, nebo v jeho velmi blízkém okolí, se nacházejí tyto významné stavby:
- Bílá věž
- Katedrála sv. Ducha
- Kostel Nanebevzetí Panny Marie
- Kaple sv. Klimenta
- Radnice
- Bono publico
- Mariánský morový sloup
- Biskupská rezidence
- Dům U Špuláků
- Nové Adalbertinum (jezuitská kolej)
- Dům U Beránka
- Galerie moderního umění
- Špalkův obchodní dům
- Kanovnické domy
- Gočárovo schodiště
- Kašna s mříží

## Zajímavost

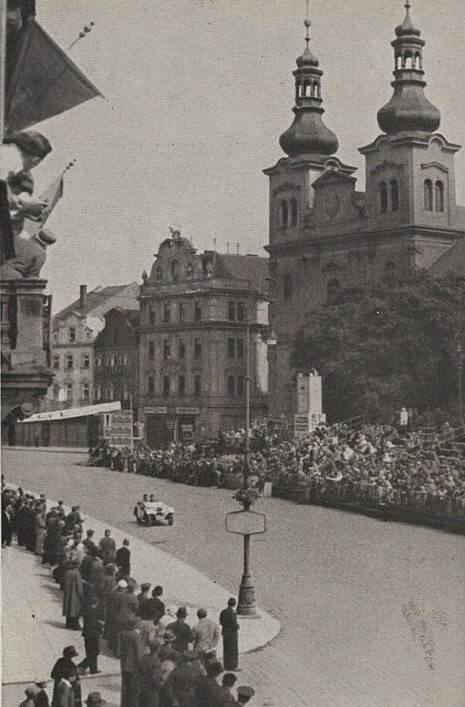
Automobilové závody na Velkém náměstí v roce 1933

Dne 6. července 1933 se v Hradci Králové konal automobilový závod, tzv. První městský okruh. Start, cíl i hlavní tribuny byly umístěny přímo na Velkém náměstí.
Dne 2. října 2024 byly na Velkém náměstí čp. 151 umístěny první Kameny zmizelých v Hradci Králové. Jsou věnovány dlouholetému předsedovi židovské obce v Hradci Králové a zakladateli Komitétu pro udržování pomníků na bojišti Královéhradeckém Josefu Tausikovi a jeho manželce Kláře Tausikové, kteří byli zavražděni v Terezíně a v Osvětimi.

## Fotogalerie

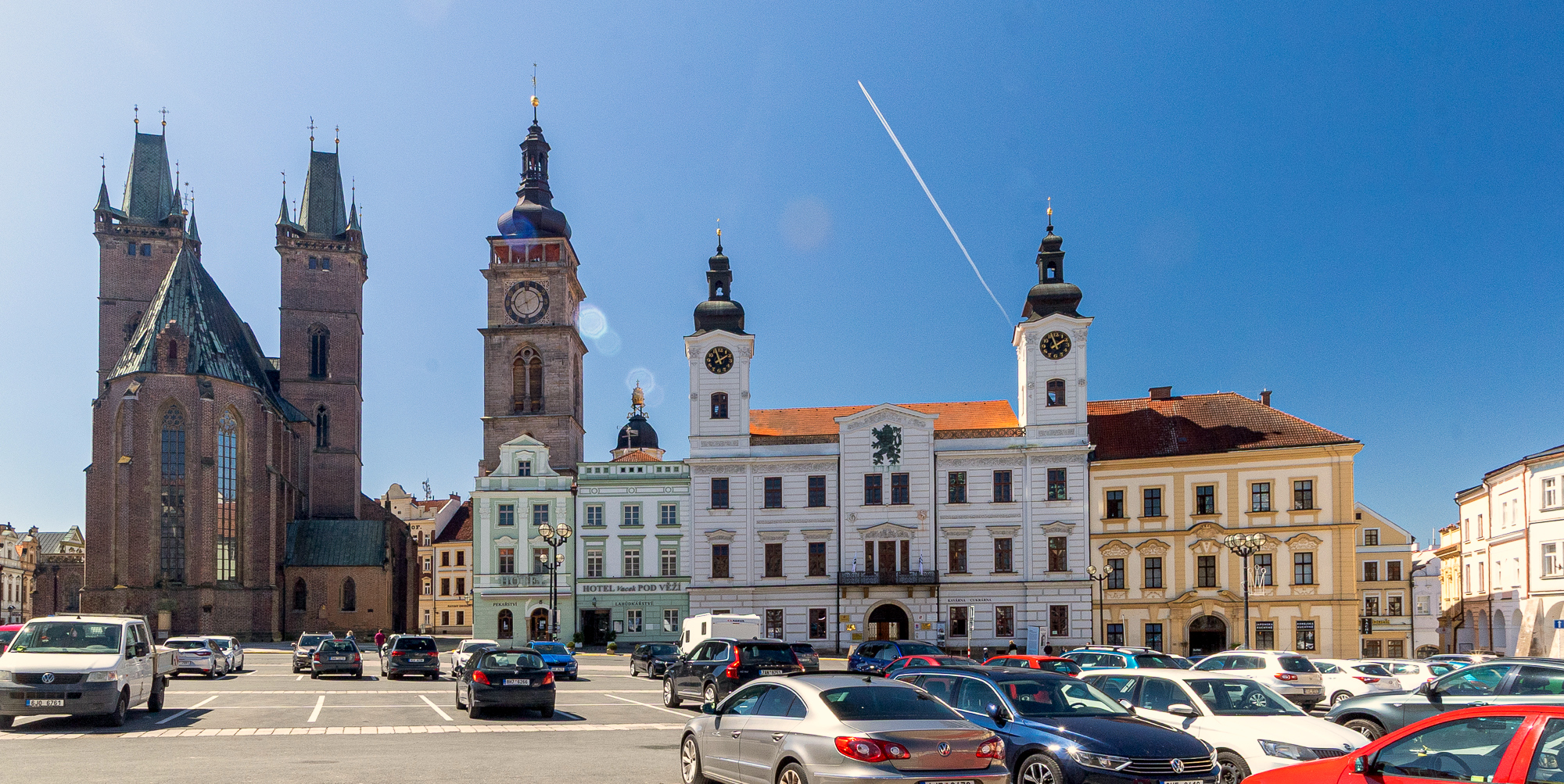
Západní fronta domů s katedrálou sv. Ducha a radnicí
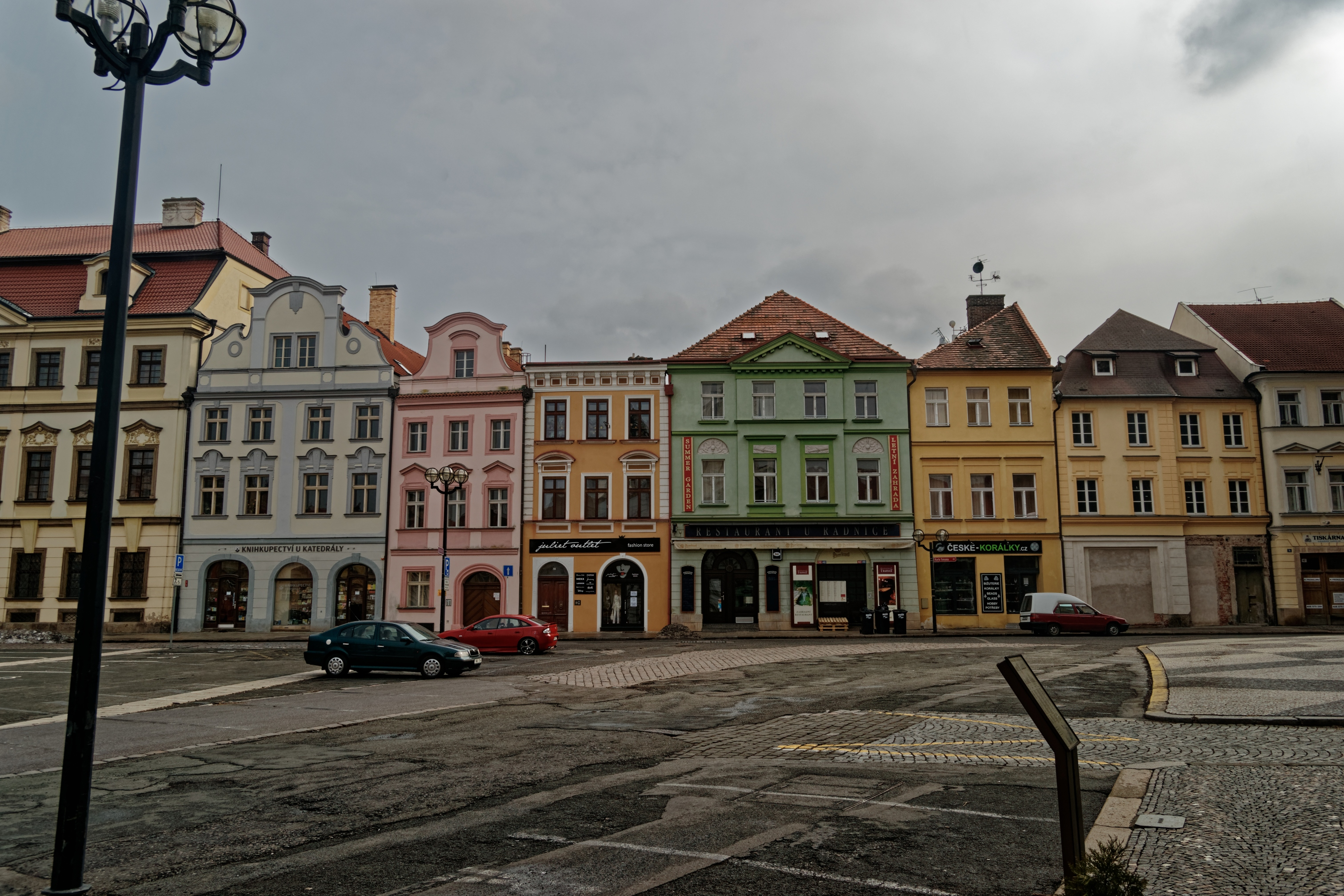
Jižní fronta domů
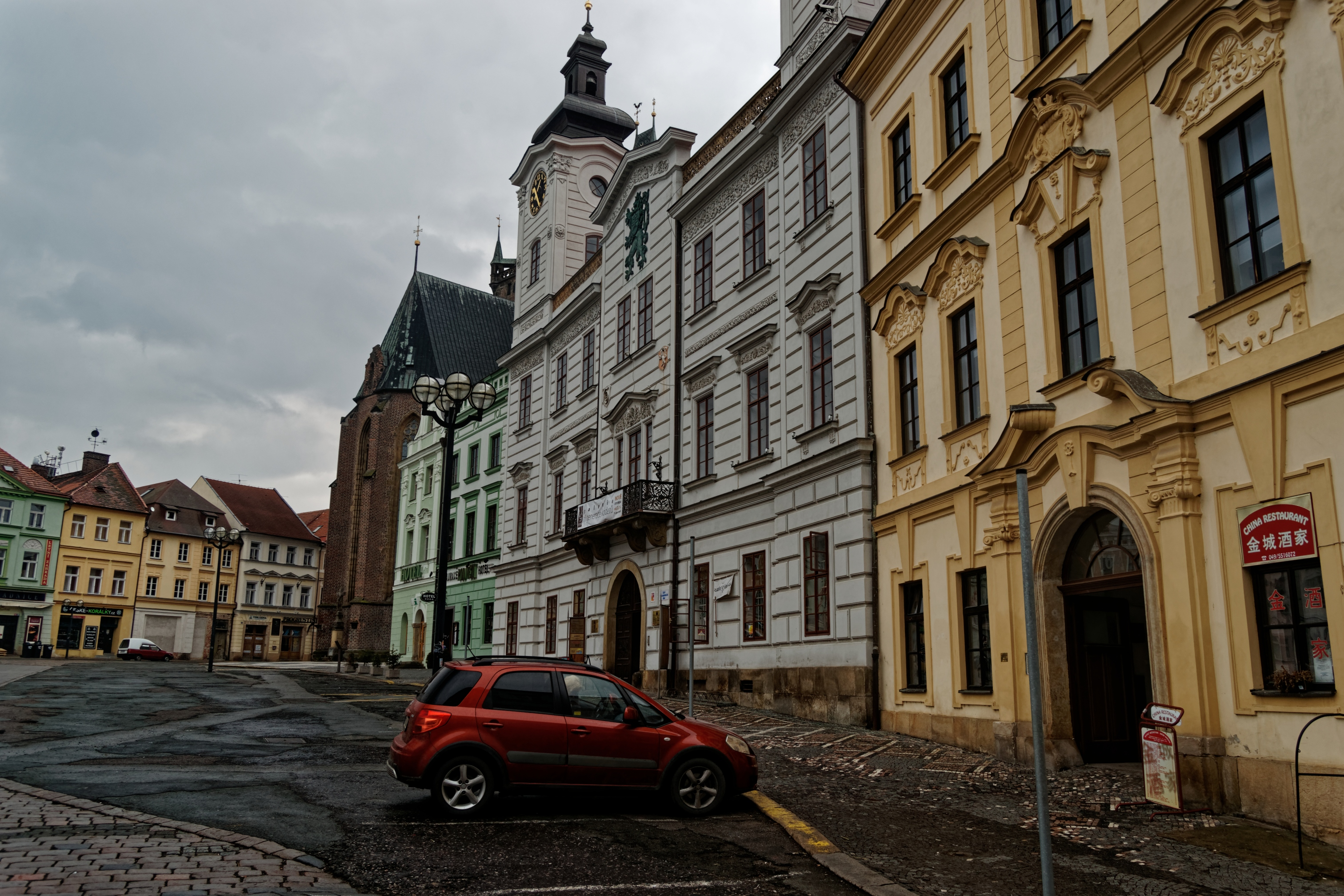
Radnice (uprostřed snímku)
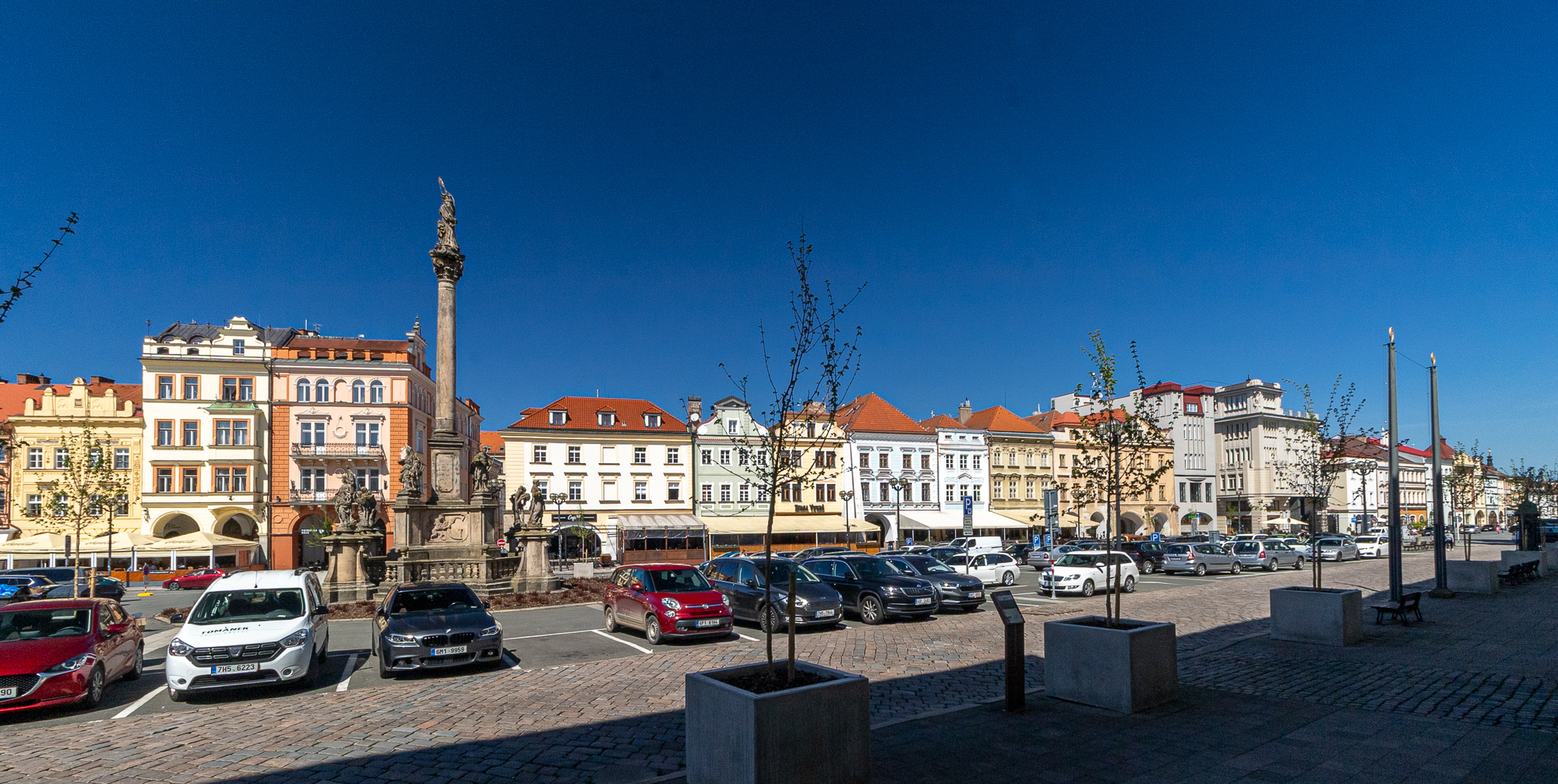
Severní fronta domů
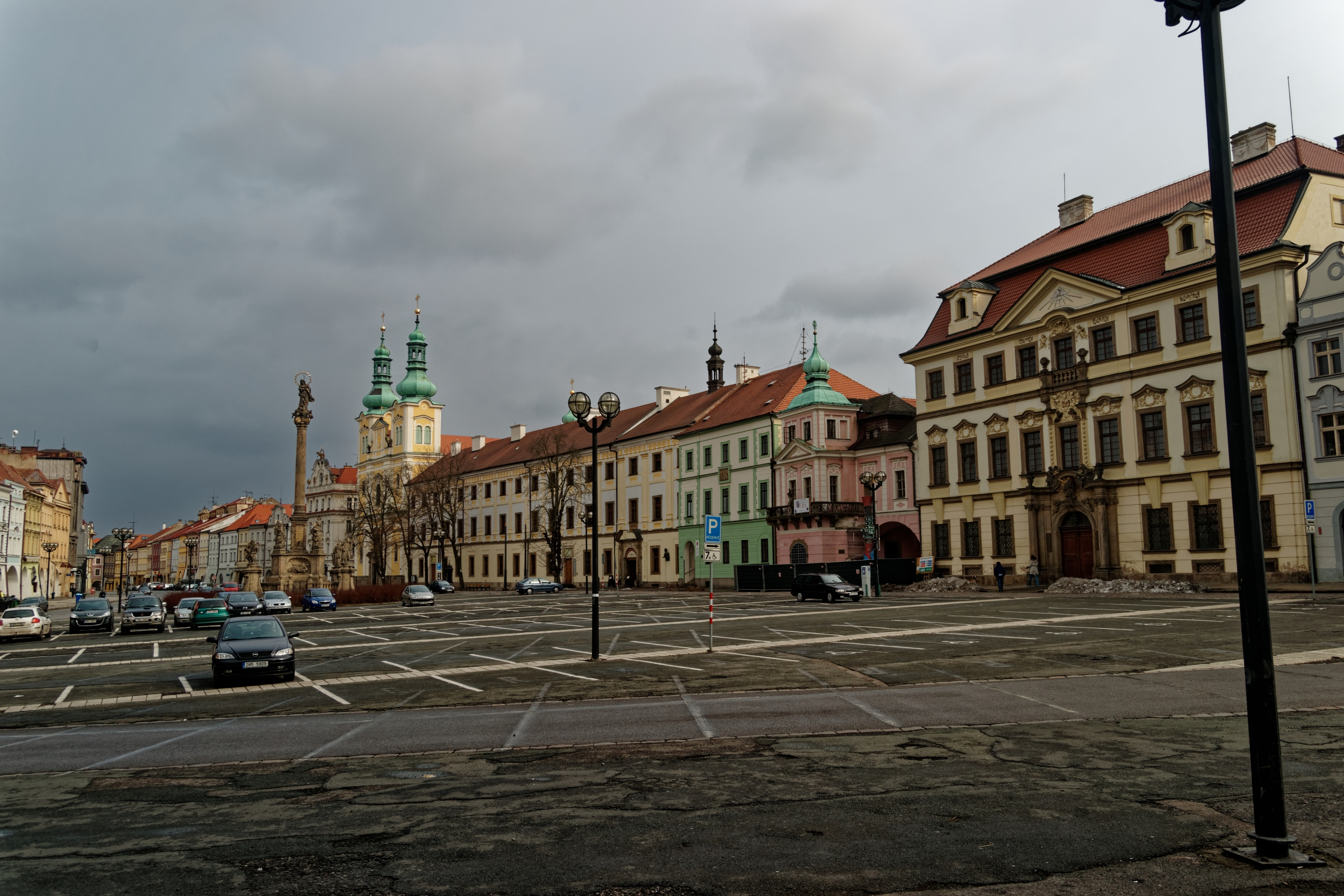
Jižní fronta domů s biskupskou rezidencí (zcela vpravo), domem U Špuláků (sousední růžová fasáda) a kostelem Nanebevzetí P. Marie v pozadí
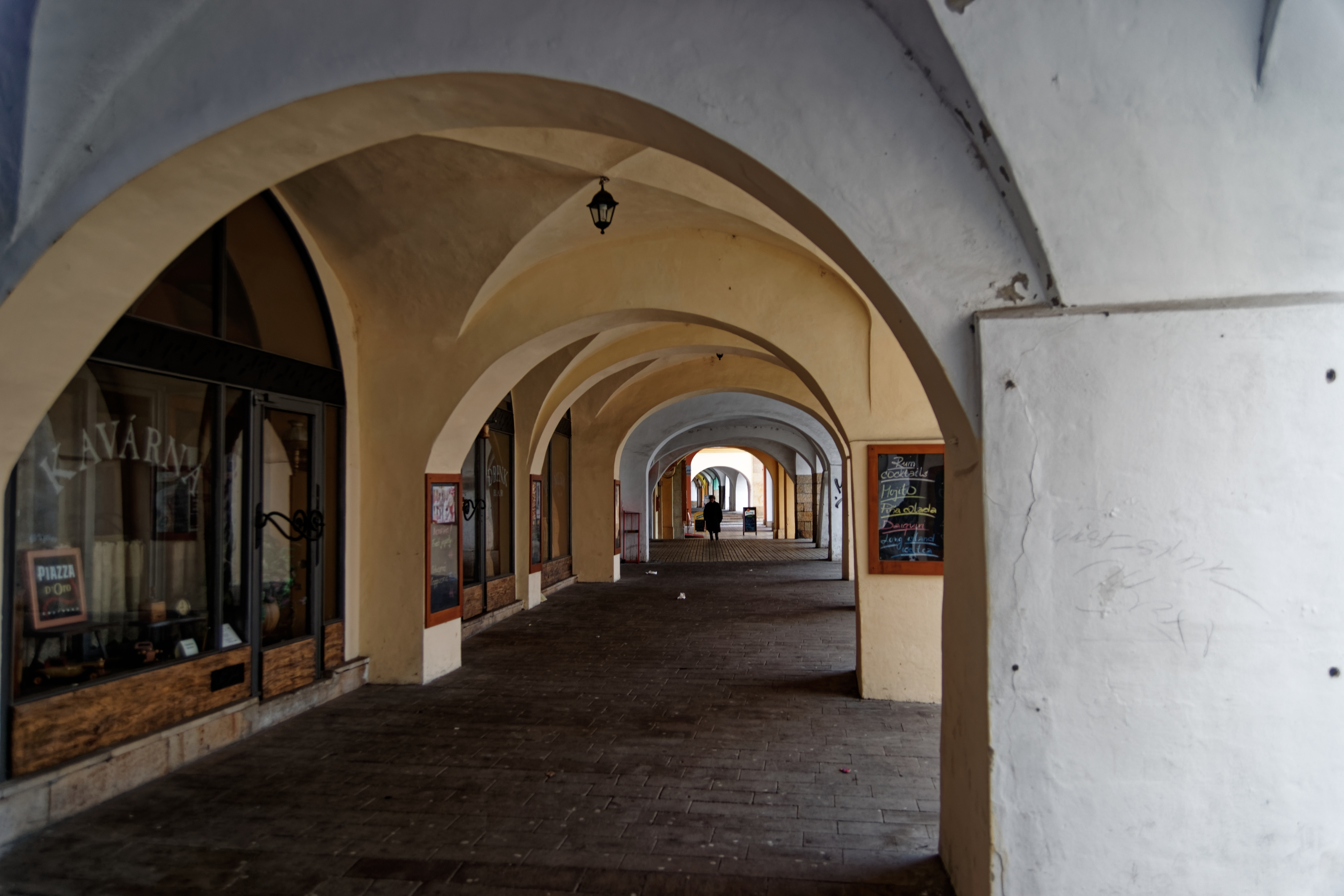
Arkády na severní straně náměstí